# Musée Laogai
 (mars 2025).
Le musée Laogai de Washington aux États-Unis est un musée américain fondé en 2008 par Harry Wu avec la Fondation pour la recherche sur le laogaï sur le thème des droits de l'homme en république populaire de Chine et des Laogais.

## Description
Les « Lao Gai » sont environ 1 000 camps de concentration de travail et de rééducation fondés par Mao Zedong sous la révolution culturelle pour rééduquer « Neuf catégories de nuisibles » :

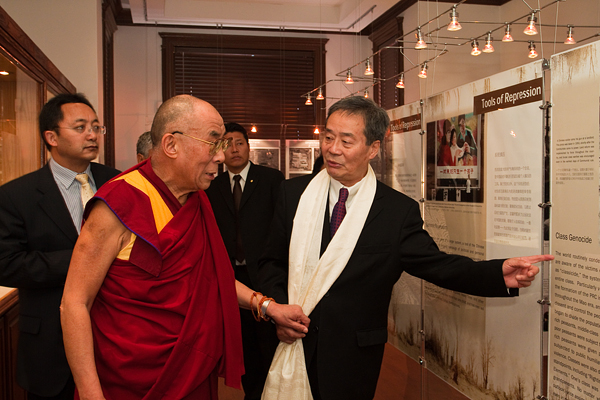
Visite du « Musée Laogai » par Tenzin Gyatso (14e Dalaï-lama) en 2009 avec Harry Wu (directeur fondateur du musée et de la Fondation pour la recherche sur le laogaï)

- Propriétaires fonciers
- Paysans riches
- Contre-révolutionnaires
- Mauvais éléments
- Droitistes ou droitiers
- Militaires
- Agents ennemis capitalistes
- Intellectuels